# Lao (langue)
Cette page contient des caractères spéciaux ou non latins. S’ils s’affichent mal (▯, ?, etc.), consultez la page d’aide Unicode.
Pour les articles homonymes, voir Lao.
Le lao ou laotien (endonyme : ພາສາລາວ, /pʰaː˦.saː˨˦.laːw˦/) est une langue du groupe taï, de la branche dite kam-taï de la famille des langues taï-kadaï. C'est la langue officielle du Laos.
D'un point de vue linguistique, le lao est directement apparenté à l'isan parlé dans la région nord-est de la Thaïlande (raison pour laquelle on appelle aussi cette langue « thaï du Nord-Est »), et fait avec celle-ci partie d'un sous-groupe des langues taï, dit lao-phutai. L'isan et le lao sont suffisamment proches pour que des deux côtés de la frontière entre les deux pays, ils forment un continuum linguistique.
Le thaï proprement dit, langue officielle de la Thaïlande sous le nom de « thaïlandais », appartient à un autre sous-groupe appelé chiang saeng (du nom d'une localité située dans le Triangle d'or dans le nord de la Thaïlande).
Le thaï et le lao ne sont pas mutuellement intelligibles. En termes de typologie sociolinguistique, il s'agit donc de langues par distance (Abstand) plutôt que de langues par élaboration (Ausbau).
La langue lao peut se diviser en cinq dialectes régionaux :
- le lao de Vientiane ;
- le lao du Nord (Luang Prabang) ;
- le lao du Nord-Est (Xieng Khouang) ;
- le lao du Centre (Khammouane) ;
- le lao du Sud (Champassak).

Le lao de Vientiane est globalement bien compris dans tout le pays.

## Tons
Le lao de Vientiane a six tons : bas, médian, haut, ascendant, descendant haut et descendant bas.

## Écriture
Le lao (ou laotien) s'écrit à l'aide de son propre alphabet, l’alphasyllabaire lao (ou laotien). Il est dérivé, comme l’alphasyllabaire thaï, au XIVe siècle de l'alphasyllabaire khmer utilisé dans l'Empire khmer, peut-être via le siamois ancien. Il est composé de 38 consonnes et de 27 voyelles, s'écrit de gauche à droite. Certaines voyelles sont disposées devant, après, au-dessus ou au-dessous de la ligne des consonnes ; il n’y a ni capitales (l’écriture est monocamérale) ni ponctuation spécifique.
Les tableaux ci-dessous montrent les lettres de l’alphabet laotien avec leur valeur phonologique dans l’alphabet phonétique international (API) et leur romanisation suivant
- les normes de translittération initialement établies à partir du français, observées par le Board on Geographic Names aux États-Unis et par le Permanent Committee on Geographical Names au Royaume-Uni pour la toponymie (BGN/PCGN) ;
- l’American Library Association et la Bibliothèque du Congrès aux États-Unis pour les œuvres littéraires (ALA-LC) ;
- et les transcriptions utilisées dans les noms Unicode des lettres codées.

### Consonnes
| Lettre | Valeur IPA | Romanisations | Romanisations | Romanisations |
| Lettre | Valeur IPA | Unicode       | BGN/PCGN      | ALA / LC      |
| ------ | ---------- | ------------- | ------------- | ------------- |
| ກ      | /k/        | k             | k             | k             |
| ຂ      | /kʰ/       | kh            | kh            | kh/k          |
| ຄ      | /kʰ/       | kh            | kh            | kh/k          |
| ງ      | /ŋ/        | ng            | ng            | ng            |
| ຈ      | /t͡ʃ/       | c             | ch            | ch/t          |
| ສ      | /s/        | s             | s             | s/t           |
| ຊ      | /s/        | s             | x             | s/t           |
| ຍ      | /ɲ/        | ny            | gn/y          | ny/—          |
| ດ      | /d/        | d             | d/t           | d/t           |
| ຕ      | /t/        | t             | t             | t             |
| ຖ      | /tʰ/       | th            | th            | th/t          |
| ທ      | /tʰ/       | th            | th            | th/t          |
| ນ      | /n/        | n             | n             | n             |

| Lettre | Valeur IPA | Romanisations | Romanisations | Romanisations |
| Lettre | Valeur IPA | Unicode       | BGN/PCGN      | ALA / LC      |
| ------ | ---------- | ------------- | ------------- | ------------- |
| ບ      | /b/        | b             | b/p           | b/p           |
| ປ      | /p/        | p             | p             | p             |
| ຜ      | /pʰ/       | ph            | ph            | ph/p          |
| ຝ      | /pʰ/       | f             | f             | f/p           |
| ພ      | /pʰ/       | ph            | ph            | ph/p          |
| ຟ      | /f/        | f             | f             | f/p           |
| ມ      | /m/        | m             | m             | m             |
| ຢ      | /j/        | y             | y             | y             |
| ຣ      | /l/        | l             | r             | r             |
| ລ      | /l/        | l             | l             | l             |
| ວ      | /w/        | w             | v / o         | v             |
| ຫ      | /h/        | h             | h             | h             |
| ອ      | —          | o             | —             | —             |
| ຮ      | /h/        | h             | h             | h             |

### Noyaux vocaliques
Les voyelles laotiennes sont des diacritiques qui se combinent avec une consonne de base. Le tableau ci-dessous montre les noyaux vocaliques laotiens, combinés avec la consonne ‹ ກ › (‹ k ›). Certaines voyelles laotiennes ont deux ou trois représentations possibles.
| Lao        | IPA  | Unicode | BGN | LC |          | Lao  | IPA | Unicode | BGN | LC           |      | Lao | IPA | Unicode | BGN       | LC    |     | Lao | IPA | Unicode | BGN | LC |
| ກະ / ກັກ    | /a/  | a       | a   | a  | ກາ       | /aː/ | aa  | a       | ā   |              |      |     |     |         |           |       |     |     |     |         |     |    |
| ກິ          | /i/  | i       | i   | i  | ກີ        | /iː/ | ii  | i       | ī   | ເກັຽະ / ກັຽກ   | /iə/ | ia  | ia  | ia      | ເກັຽ / ກຽກ | /iːə/ | iia | ie  | īa  |         |     |    |
| ກຶ          | /ɯ/  | y       | u   | ư  | ກື        | /ɯː/ | yy  | u       | ư̄   | ເກຶອະ / ເກຶອກ  | /ɯə/ | ua  | ua  | ưa      | ເກືອ       | /ɯːə/ | uua | uua | ư̄a  |         |     |    |
| ກຸ          | /u/  | u       | ou  | u  | ກູ        | /uː/ | uu  | ou      | ū   | ກົວະ / ກັວກ    | /uə/ | wa  | oua | ua      | ກົວ / ກວກ  | /uːə/ | we  | oua | ūa  |         |     |    |
| ເກະ / ເກັກ  | /e/  | e       | é   | e  | ເກ       | /eː/ | ee  | éé      | ē   |              |      |     |     |         |           |       |     |     |     |         |     |    |
| ແກະ / ແກັກ  | /ɛ/  | ei      | è   | æ  | ແກ       | /ɛː/ | eei | èè      | ǣ   |              |      |     |     |         |           |       |     |     |     |         |     |    |
| ໂກະ / ກົກ   | /o/  | o       | ô   | o  | ໂກ       | /oː/ | oo  | ô       | ō   |              |      |     |     |         |           |       |     |     |     |         |     |    |
| ເກາະ / ກັອກ | /ɔ/  | eo      | o   | ǫ  | ກໍ / ກອກ  | /ɔː/ | eoo | o       | ǭ   |              |      |     |     |         |           |       |     |     |     |         |     |    |
| ເກິະ / ເກິກ  | /ɤ/  | oe      | eu  | œ  | ເກີ / ເກືກ | /ɤː/ | oee | eu      | œ̄   |              |      |     |     |         |           |       |     |     |     |         |     |    |
|            |      |         |     |    |          |      |     |         |     | ໄກ / ໃກ / ກັຢ | /ai/ | ai  | ai  | ai / ay | ກາຢ / ກາຽ | /āi/  | aai | aai | āi  |         |     |    |
| ເກົາ        | /au/ | ao      | ao  | ao |          |      |     |         |     |              |      |     |     |         |           |       |     |     |     |         |     |    |
| ກໍາ         | /am/ | am      | am  | am |          |      |     |         |     |              |      |     |     |         |           |       |     |     |     |         |     |    |

## Vocabulaire
| français                     | lao (translittération latine) | sémantique                           |
| ---------------------------- | ----------------------------- | ------------------------------------ |
| Oui.                         | Doy. ; Eu.                    |                                      |
| Non.                         | Bo.                           | (au début de la phrase)              |
| Merci                        | khob chai                     |                                      |
| Bonjour.                     | Sabaidii.                     | Aller bien.                          |
| Comment ça va ?              | Sabaidii penh tiang dai?      | Aller bien - être - façon - quelle?  |
| je ; moi                     | khoy                          |                                      |
| tu ; toi                     | tiao                          |                                      |
| copain / copine              | fènh                          |                                      |
| Est-ce que tu as quelqu’un ? | Tiao mii fènh bo?             | Toi - avoir - ami - non?             |
| Oui, j’en ai.                | Mii.                          | Avoir.                               |
| Oui, j’en ai.                | Doy mii.                      | Oui - avoir.                         |
| Non, je n’en ai pas.         | Bo mii.                       | Non - avoir.                         |
| Comment t'appelles-tu ?      | Tiao seu niang?               | Toi - nom - quoi?                    |
| Quel âge as-tu ?             | Tiao mii aniou tiak pii?      | Toi - avoir - âge - combien - année? |
| Auriez-vous une cigarette ?  | Tiao mii yasoup bo?           | Toi - avoir - cigarette - non?       |
| Je n'ai pas de cigarette.    | Bo mii yasoup.                | Non - avoir - cigarette.             |
| Où vas-tu ?                  | Tiao pai sai?                 | Toi - aller - vers où?               |
| café noir                    | café dam                      | (au Nord du Laos)                    |
| café noir                    | café laam                     | (au Sud du Laos)                     |
| les Français                 | khonh Falang                  | gens - France                        |
| As-tu faim ?                 | Hiu khao bo ?                 | Faim - riz - non ?                   |